# Zádub-Závišín
Zádub-Závišín (en allemand : Hohendorf-Abaschin) est une commune du district de Cheb, dans la région de Karlovy Vary, en Tchéquie. Sa population s'élevait à 396 habitants en 2023.

## Géographie
Zádub-Závišín se trouve à 4 km à l'est du centre de Mariánské Lázně, à 30 km à l'est-sud-est de Cheb, à 31 km au sud-sud-ouest de Karlovy Vary et à 122 km à l'ouest de Prague.
La commune est limitée par Mnichov au nord, par Ovesné Kladruby à l'est et au sud-est, par Vlkovice au sud-ouest et par Mariánské Lázně à l'ouest.

## Histoire
La première mention écrite de la localité date de 1273.

## Géographie
Par la route, Zádub-Závišín se trouve à 4,5 km de Mariánské Lázně, à 40 km de Cheb, à 43 km de Karlovy Vary et à 145 km de Prague.